# Cerodontha frosti
Cerodontha frosti är en tvåvingeart som beskrevs av Spencer 1973. Cerodontha frosti ingår i släktet Cerodontha och familjen minerarflugor.
Artens utbredningsområde är Florida. Inga underarter finns listade i Catalogue of Life.